# Шентруперт (Лашко)
Шентруперт (словен. Šentrupert) — поселення в общині Лашко, Савинський регіон, Словенія. Висота над рівнем моря: 491,5 м.